# Enytus arabicus
Enytus arabicus är en stekelart som först beskrevs av Horstmann 1981.  Enytus arabicus ingår i släktet Enytus och familjen brokparasitsteklar. Inga underarter finns listade i Catalogue of Life.